# Валя-Синпетрулуй (Погечауа, Муреш)
Валя-Синпетрулуй (рум. Valea Sânpetrului) — село у повіті Муреш в Румунії. Входить до складу комуни Погечауа.
Село розташоване на відстані 287 км на північний захід від Бухареста, 27 км на північний захід від Тиргу-Муреша, 51 км на схід від Клуж-Напоки.

## Населення
За даними перепису населення 2002 року у селі проживали 60 осіб, усі — румуни. Усі жителі села рідною мовою назвали румунську.